# 罗纳德·L·贝里
罗纳德·L·贝里（英语：Ronald L. Bailey，1956年2月- ），前美国海军陆战队中将，曾于2011年至2013年期间担任美国海军陆战队第1师师长，也是该师历史上首位黑人师长。

## 生平
1956年，罗纳德·L·贝里出生于美国佛罗里达州圣奥古斯丁。1977年，毕业于美国田纳西州奥斯汀佩伊州立大学并获得理学学士学位。随后便应征参加美国海军陆战队被授予少尉军衔。在大学期间，罗纳德·L·贝里加入了Alpha Phi Alpha兄弟会，并且成为终身会员。在海军陆战队服役的初期，他一直担任步兵部队的基层军官。

## 服役经历
罗纳德·L·贝里在海军陆战队服役期间历经多个单位和部门，并多次进入军事院校深造和受训。2011年1月，贝里被任命为海军陆战队征兵指挥中心（Marine Corps Recruiting Command）主管，负责海军陆战队在全美范围内的征兵、新兵训练以及培养专业教官的工作，接受其指挥的官兵多达22,000多人。同时，他还亲自坐镇美国海军陆战队圣地亚哥新兵训练中心（Marine Corps Recruit Depot San Diego）并担任总指挥。2011年6月，罗纳德·L·贝里以少将军衔出任陆战第1师师长，因此成为该支传奇部队有史以来第一位黑人师长。
2013年6月，罗纳德·L·贝里晋升为中将，并被派往位于弗吉尼亚州的陆战队总部出任政策·策划·行动部（Plans, Policies, and Operations）副总指挥。在此期间，他还曾接受范德堡大学（University of Vanderbilt）的采访并阐述自己对管理学的见解。2017年7月31日，罗纳德·L·贝里在服役41年后从海军陆战队光荣退役。

## 退役后
回归平民生活后，罗纳德·L·贝里接受了来自母校的邀请，出任奥斯汀佩伊州立大学对外联络办公室副主任。
2020年8月，贝里出任美国国家电力承包商协会（National Electrical Contractors Association，简称：NECA）工业发展部（Industry Development）副主席。